# Кресс, Нэнси
Нэнси Кресс (англ. Nancy Kress; род. 20 января 1948) — американская писательница. Обладательница премий «Хьюго» и «Небьюла».

## Биография
Родилась 20 января 1948 в Буффало, штат Нью-Йорк. После окончания университета штата Нью-Йорк работала учительницей начальных классов. В 1973 г. переехала в Рочестер, в 1973-1984 гг. была замужем за Майклом Джозефом Крессом. У нее родились два сына: Кевин Майкл и Брайан Стивен Крессы. В 1998-2002 гг. была замужем за писателем-фантастом Чарльзом Шеффилдом.
В 1976 опубликован первый рассказ «Жители Земли». В 1981 выходит её первый роман «Принц утренних колоколов». С 1990 переходит к жанру фантастики, написав повесть «Испанские нищие».

## Произведения
- Вдалеке от всех они зажигают звёзды / Out of All Them Bright Stars (1985) (премия Небьюла)
- Испанские нищие / Beggars in Spain (1991) (премии Хьюго и Небьюла)
- Цветы тюрьмы Аулит / The Flowers of the Aulit Prison (1996) (премия Небьюла)
- Вероятностная Луна / Probability Moon (2000)
- Вероятностное Солнце / Probability Sun (2001)
- Вероятностный Космос / Probability Space (2002) (Мемориальная Премия Джона Кэмпбелла)
- Fountain of age (2007) (премия Небьюла)
- Нексус Эрдмана / The Erdmann Nexus (2009) (премия Хьюго)
- After the Fall, Before the Fall, During the Fall (2012) (премия Хьюго, Локус)
- Yesterday’s Kin (2014) (премия Небьюла, Локус)